# Vida de familia
Vida de familia es una película española para televisión del año 2007 dirigida por Lorenzo Soler. El guion está escrito por Miquel Peidró y Pedro Uris.

## Trama
La película narra la historia de Marta, que mantiene una relación sentimental con Vanesa, mucho más joven que ella. Marta se plantea tener un hijo con su pareja, pero en el camino para conseguirlo se encontrará con muchos problemas.
Primeramente, la negativa de su novia, que no se siente preparada, y la tensión que dicha negativa causa en la relación. Posteriormente, y una vez que ambas están de acuerdo, deberán enfrentarse a los prejuicios que la sociedad tiene con respecto a su orientación sexual y a las trabas que surgen a la hora tanto de adoptar como de someterse a un proceso de fecundación in vitro.

## Premios
Ana Fernández recibió el premio a la mejor actriz del IV Festival Internacional de Cine Gay y Lésbico de Ibiza, el Festival del Mar 2007.
- Datos: Q6161657